# معركة بيزيكا
دارت معركة بيزيكا في 21 يوليو 1866 بين إيطاليا والنمسا في سياق حرب الاستقلال الإيطالية الثالثة. قاد القوة الإيطالية صيادوا الألب جوزيبي غاريبالدي و غزو ترينتينو كجزء من الهجوم الإيطالي العام ضد قوة الاحتلال النمساوي في شمال شرق إيطاليا بعد النصر البروسي الحاسم في معركة كونيغريتز، مما دفع بالنمسا لنقل جزء من قواتها نحو فيينا.